# Anja Hümme
Anja Hümme (* 24. November 1967) ist eine ehemalige deutsche Fußballspielerin.

## Karriere

### Vereine
Hümme begann fünfjährig bei den Sportfreunden Anderten, im heute gleichnamigen Stadtteil des 5. Stadtbezirks von Hannover, mit dem Fußballspielen – bis 1977 gemeinsam mit Jungen. Von 1978 an spielte sie in der Jugendabteilung des TSV Fortuna Sachsenross Hannover, da es in Anderten keinen Platz für Fußball spielende Damen gab.
Von 1985 bis 1991 gehörte sie als Abwehrspielerin der Frauenfußballabteilung des TSV Fortuna Sachsenross Hannover an, für die sie ab der Saison 1986/87 bis zum Saisonende 1989/90 in der seinerzeit drittklassigen Regionalliga Nord Punktspiele bestritt. Mit dem Gewinn der regionalen Meisterschaft 1989 war ihre Mannschaft für die Teilnahme an der Deutschen Meisterschaft qualifiziert, in der sie im Viertelfinale nach Hin- und Rückspiel gegen den VfR 09 Saarbrücken im Gesamtergebnis mit 0:4 ausschied. In der Saison 1989/90 wurden die Hannoveranerinnen nur Fünfte, qualifizierten sich aber dank des Verzichts des Polizei SV Bremen für die seinerzeit zweigleisige Bundesliga; als Siebtplatzierter der Gruppe Nord konnte die Spielklasse gehalten werden.

### Nationalmannschaft
Hümme gehörte bereits mit elf Jahren der Mädchen-Auswahlmannschaft des Niedersächsischen Fußballverbandes an, vier Jahre später der Damen-Auswahlmannschaft, mit der sie in Dänemark und Schweden Pokale gewann. Für die A-Nationalmannschaft bestritt sie vier Länderspiele, wobei sie am 19. November 1986 in Nordhorn beim 3:1-Sieg über die Nationalmannschaft der Niederlande mit Einwechslung für Petra Bartelmann ab der 41. Minute debütierte. Ihren letzten Einsatz als Nationalspielerin hatte sie am 28. März 1991 in Paris beim 2:0-Sieg über die Nationalmannschaft Frankreichs.

## Erfolge
- Meister Regionalliga Nord 1989 und Teilnehmer Deutsche Fußballmeisterschaft